# Фесенко Олександр Сергійович
Олександр Сергійович Фесенко (1916 — ?) — радянський футболіст, захисник.

## Біографія
Розпочав футбольні виступи за дніпропетровські клуби «Сталь» та «Динамо».
1938 року разом з ленінградським «Зенітом» дебютував у групі «А» і в першому ж матчі чемпіонату забив на 80 хвилині гол у ворота київського «Лономотива», проте ленінградці все-одно програли з рахунком 2-1. За підсумками сезону «Зеніт» вилетів з елітного дивізіону і Фесенко перейшов у київське «Динамо», де провів ще два сезони.